# وزارة المالية (الأردن)
وزارة المالية هي الوزارة المعنية برسم السياسات المالية للدولة والأشراف على تنفيذها ومتابعة وتحصيل الإيرادات العامة وتوريدها إلى الخزينة والإشراف على صرف نفقات الدولة وتنظيم وإعداد الموازنة العامة وتتولى الوزارة كذلك إدارة الدين الحكومي، خدمة للاقتصاد الأردني وبالتعاون والتنسيق مع البنك المركزي والجهات ذات العلاقة، بحكم القوانين فهناك عدة دوائر عامة مرتبطة مع الوزارة أهمها دائرة الجمارك، دائرة ضريبة الدخل والمبيعات، دائرة الموازنة العامة، دائرة اللوازم العامة، دائرة الأراضي والمساحة وغيرها. تأسست الوزارة عام 1920 مع تشكيل أول حكومة أردنية في عهد إمارة شرق الأردن , وكان أول وزير للمالية حسن الحكيم . يشغل منصب وزير المالية حالياً محمد العسعس.

## الوزراء
ما يلي قائمة بوزراء المالية:
- عبد الحكيم الشبلي، 2024-
- محمد العسعس، 2019-2024
- عز الدين كناكرية، 2018-2019
- عمر زهير ملحس، 2015-2018
- أمية طوقان، 2013-2015
- سليمان حافظ المصري، 2012-2013
- أمية طوقان، 2011-2012
- محمد أبو حمور، 2009-2011
- باسم خليل السالم، 2009
- حمد الكساسبة، 2007-2009
- زياد فريز، 2005-2007
- عادل القضاة، 2005
- باسم عوض الله، 2005
- محمد أبو حمور، 2003-2005
- ميشيل مارتو، 1998-2003
- سليمان حافظ المصري، 1997-1998
- مروان عوض، 1996-1997
- باسل جردانة، 1995-1996
- سامي قموة، 1993-1995
- باسل جردانة، 1989-1993
- حنا عودة، 1984-1989
- سالم المساعدة، 1979-1984
- محمد دباس، 1976-1979
- سالم المساعدة، 1974-1976
- ذوقان الهنداوي، 1973-1974
- محمد نوري شفيق، 1973
- فريد السعد، 1972-1973
- أنيس المعشر، 1971-1972
- أحمد اللوزي، 1970-1971
- فواز الروسان، 1970
- فهد جرادات، 1970
- عبد القادر طاش، 1970
- وصفي العنبتاوي، 1970
- يعقوب معمر، 1969-1970
- فضل الدلقموني، 1969
- هاشم الجيوسي، 1967-1969
- عبد الوهاب المجالي، 1967
- سعيد الدجاني، 1966-1967
- عز الدين المفتي، 1965-1966
- هاشم الجيوسي، 1964-1965
- نظام الشرابي، 1963-1964
- عبد اللطيف عنبتاوي، 1963
- عبد الرحمن خليفة، 1963
- عز الدين المفتي، 1962-1963
- محمد اسماعيل، 1962
- عز الدين المفتي، 1962
- هاشم الجيوسي، 1959-1962
- سمعان داوود، 1959
- أحمد الطراونة، 1958-1959
- أنسطاس حنانيا، 1957-1958
- سليمان السكر، 1957
- صلاح طوقان، 1956-1957
- بشارة غصيب، 1956
- هاشم الجيوسي، 1956
- خلوصي الخيري، 1955-1956
- بشارة غصيب، 1955
- أنسطاس حنانيا، 1954-1955
- عبد الرحمن خليفة، 1954
- سليمان السكر، 1953-1954
- موسى ناصر، 1952-1953
- عبد الحليم النمر، 1951-1952
- عبد الرحمن خليفة، 1951
- سليمان النابلسي، 1950-1951
- سليمان السكر، 1947-1950
- سليمان النابلسي، 1947
- نقولا غنما، 1946-1947
- محمد يوسف الشريقي، 1945-1946
- سعيد المفتي، 1945
- مسلم العطار، 1944-1945
- سمير الرفاعي، 1943-1944
- شكري شعشاعة، 1942-1943
- نقولا غنما، 1940-1942
- عبد الله بك النمر، 1939-1940
- عبد الله بك الحمود، 1938-1939
- شكري شعشاعة، 1933-1938
- عبد الله سراج، 1931-1933

## مواضيع ذات صلة
- البنك المركزي الأردني